# Pobeda Skopje
Pobeda Skopje (maced. Фудбалски клуб Победа Скопје) – północnomacedoński klub piłkarski, mający siedzibę w stolicy kraju Skopje.

## Historia
Chronologia nazw: 
- 1921: FK Pobeda Skopje (mac. ФК Победа Скопје)
- 1947: klub rozwiązano

Klub Piłkarski Pobeda Skopje został założony w 1921 roku. Najpierw zespół rozgrywał spotkania towarzyskie, a w 1928 startował w pierwszych rozgrywkach Podokręgu Skopje. W sezonie 1929 zdobył swój pierwszy tytuł mistrzowski Podokręgu Skopje (czyli Macedonii).
Na początku II wojny światowej większość regionu ówczesnej Wardarskiej Banowiny zajęły wojska bułgarskie. Większość graczy Pobedy, dołączyli do klubu Makedonija Skopje, nowo utworzonego klubu władz bułgarskich, poprzez połączenie 10 sierpnia 1941 kilku wcześniej istniejących klubów w Skopju: Pobeda Skopje, Graǵanski Skopje, SSK Skopje, ŻSK Skopje i Jug Skopje.
Po zakończeniu II wojny światowej klub startował w rozgrywkach Macedońskiej republikańskiej ligi. W sezonie 1945/1946 klub zdobył mistrzostwo Macedonii i zdobył prawo startować w następnym sezonie 1946/47 w pierwszej lidze Jugosławii, w której zajął ósme miejsce. W 1947 roku odbyła się fuzja z Graǵanski Skopje, w wyniku czego powstał Wardar Skopje.

## Sukcesy

### Trofea krajowe
| \| \| Zdobyte trofea w rozgrywkach Macedonii Północnej (stan na: 31-05-2017) \| |                                                                        |      |            |
| Rozgrywki                                                                       | Osiągnięcie                                                            | Razy | Sezon(y)   |
| Mistrzostwo                                                                     | I miejsce                                                              | 2    | 1929, 1946 |
| Mistrzostwo                                                                     | II miejsce                                                             | 0    |            |
| Mistrzostwo                                                                     | III miejsce                                                            | 0    |            |
| Puchar                                                                          | zdobywca                                                               | 0    |            |
| Puchar                                                                          | finalista                                                              | 0    |            |
| Macedonia Północna                                                              | Zdobyte trofea w rozgrywkach Macedonii Północnej (stan na: 31-05-2017) |      |            |

## Stadion
Klub rozgrywał swoje mecze domowe na stadionie w Skopju.